# Oorlogsmonument Appingedam
Het oorlogsmonument in de Groningse plaats Appingedam is een monument ter nagedachtenis aan de slachtoffers van de Tweede Wereldoorlog.

## Beschrijving
Het monument werd gemaakt door architect G. Bosma en beeldhouwer Willem Valk. Het bestaat uit een natuurstenen zuil, bekroond door een bronzen pelikaan met jongen. De pelikaan staat centraal in het wapen van Appingedam en is een symbool voor (moeder)liefde en zelfopoffering.

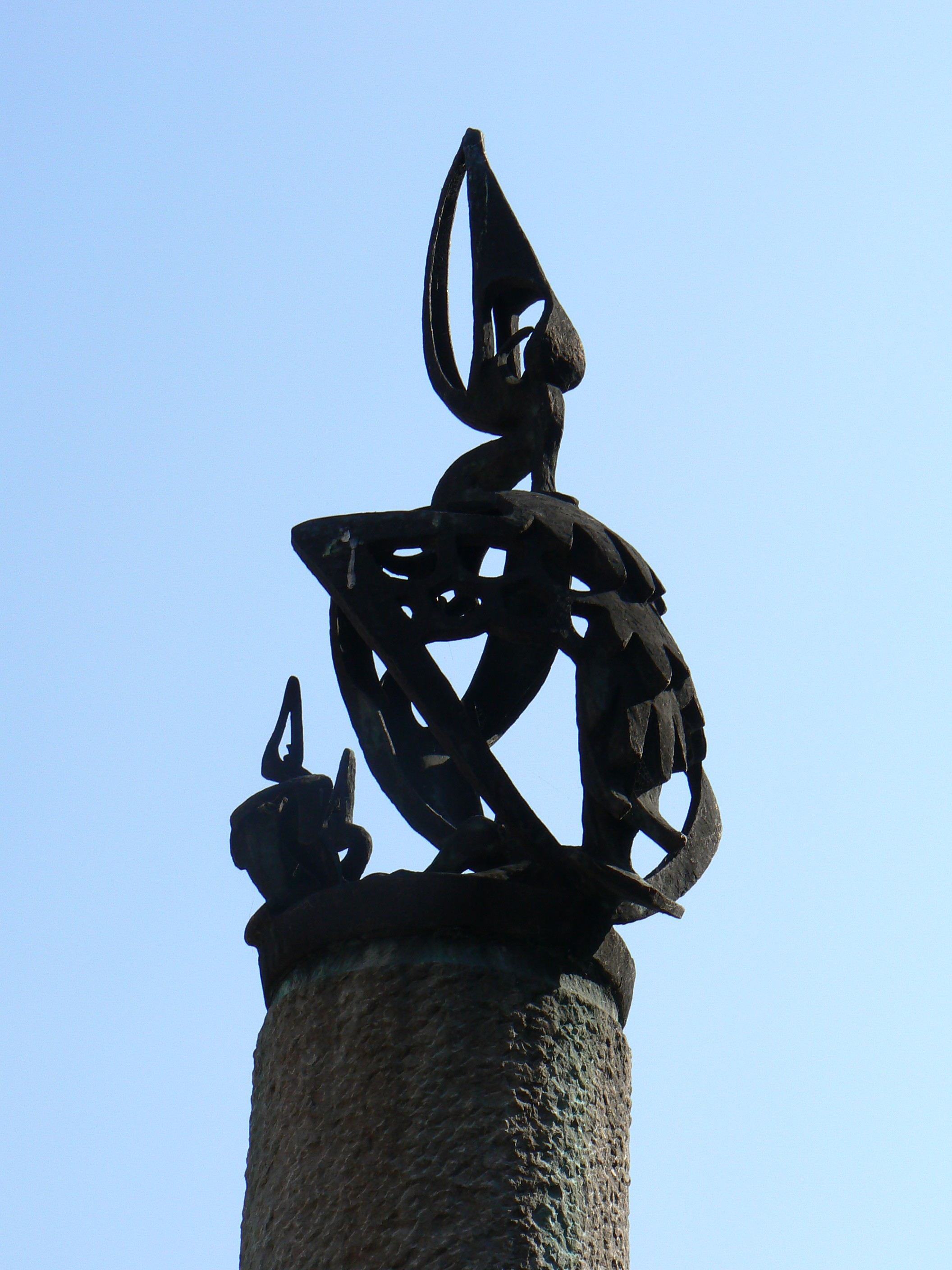
De pelikaan met jongen

Het gedenkteken is geplaatst bij de Nicolaïkerk en het raadhuis aan de Wijkstraat en werd in 1954 onthuld.
Tijdens de jaarlijkse dodenherdenking worden bloemen en kransen bij het monument gelegd.